# Ортофосфат магния
Ортофосфат магния — неорганическое соединение, соль магния и ортофосфорной кислоты с формулой Mg3(PO4)2. Бесцветные кристаллы почти не растворимые в воде. Образует несколько кристаллогидратов.

## Получение
- Смешиванием растворов разбавленного сульфата магния смесью гидрофосфата натрия и гидрокарбоната натрия:

{\displaystyle {\mathsf {3\ MgSO_{4}+2\ Na_{2}HPO_{4}+2\ NaHCO_{3}\ {\xrightarrow {\ }}}}}
{\displaystyle {\mathsf {{\xrightarrow {\ }}\ Mg_{3}(PO_{4})_{2}+3\ Na_{2}SO_{4}+2\ CO_{2}+2\ H_{2}O}}}
- Из водных растворов кристаллизуется в виде кристаллогидратов вида Mg3(PO4)2•4H2O, Mg3(PO4)2•6H2O и Mg3(PO4)2•8H2O.

- Спеканием оксида магния и пирофосфата натрия получается безводная соль:

{\displaystyle {\mathsf {3\ MgO+Na_{4}P_{2}O_{7}\ {\xrightarrow {900^{o}C}}\ Mg_{3}(PO_{4})_{2}+2\ Na_{2}O}}}

## Применение
- В продуктах питания в качестве пищевой добавки E343 как регулятор кислотности, добавки, препятствующей слёживанию и комкованию сыпучих веществ, а также разрыхлителя.

- В аналитической химии[1].